# Afraegle
Afraegle Engl. è un genere di piante della famiglia delle Rutaceae.

## Tassonomia
Il genere comprende due specie:
- Afraegle mildbraedii Engl.
- Afraegle paniculata (Schumach. & Thonn.) Engl.